# Sterling City (Teksas)
Sterling City je grad u američkoj saveznoj državi Teksas. Prema popisu stanovništva iz 2010. u njemu je živjelo 888 stanovnika.